# Les Copains du dimanche
Les Copains du dimanche è un film del 1958 diretto da Henri Aisner.

## Trama
Due amici che lavorano nella stessa fabbrica, Casti e Trébois, hanno come passione il volo. I due sognano di avviare un club di aviazione, passando tutte le domeniche a restaurare un vecchio aereo con Raf, un ex pilota della Royal Air Force.